# Yvonne Mai (Schauspielerin)

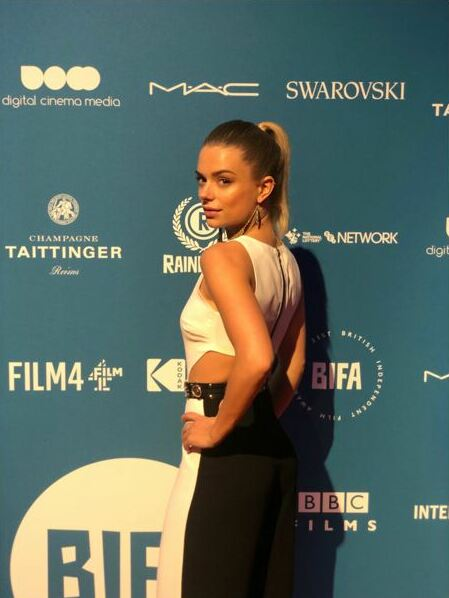
Yvonne Mai bei den BIFA-Awards (2018)

Yvonne Mai (* in Hamburg) ist eine deutsche Schauspielerin.

## Leben
Mai entwickelte schon früh ein Interesse am Modeln und am Theater. Als Teenager begann sie in Deutschland zu modeln und Theater zu spielen. In ihren späten Teenagerjahren wurde sie für die deutsche Fernsehserie Die Schulermittler als Hauptdarstellerin gescoutet.
Mai ist derzeit bei International Artists Management (IAM) in London, Großbritannien, unter Vertrag. Sie ist bekannt aus der Netflix-TV-Serie Vikings: Valhalla und als Hauptdarstellerin in The Last Faust unter der Regie von Philipp Humm.

## Filmografie (Auswahl)

### Kino
- 2018: Blackbird (Regie: Michael Flatley)
- 2019: The Last Faust (Regie: Philipp Humm)
- 2020: House of Shadows (Regie: Nicholas Winter)[2]
- 2023: BlackBits
- 2024: Hounds of War

### Fernsehen
- 2020: Spy City (Regie: Miguel Alexandre)
- 2022: Vikings: Valhalla